# Італійська Серія A 1949–1950
Сезон 1949/1950 Серії A — футбольне змагання у найвищому дивізіоні чемпіонату Італії, 19-й турнір з моменту започаткування Серії A. Участь у змаганні брали 20 команд, 2 найгірші з яких за результатами сезону полишили елітний дивізіон.
Переможцем сезону став клуб «Ювентус», для якого ця перемога у чемпіонаті стала 8-ю в історії.
| Чемпіон Італії 1949/50 |
| ---------------------- |
| «Ювентус» 8-й титул    |

## Команди-учасниці
Участь у турнірі брали 20 команд:

## Підсумкова турнірна таблиця
|                  |     | Турнірна таблиця 1949-1950 | О  | І  | В  | Н  | П  | М+  | М- |
| ---------------- | --- | -------------------------- | -- | -- | -- | -- | -- | --- | -- |
| Чемпіон Італії   | 1.  | «Ювентус»                  | 62 | 38 | 28 | 6  | 4  | 100 | 43 |
|                  | 2.  | «Мілан»                    | 57 | 38 | 27 | 3  | 8  | 118 | 45 |
|                  | 3.  | «Інтернаціонале»           | 49 | 38 | 21 | 7  | 10 | 99  | 60 |
|                  | 4.  | «Лаціо»                    | 46 | 38 | 18 | 10 | 10 | 67  | 43 |
|                  | 5.  | «Фіорентина»               | 44 | 38 | 18 | 8  | 12 | 76  | 57 |
|                  | 6.  | «Торіно»                   | 41 | 38 | 17 | 7  | 14 | 80  | 76 |
|                  | 6.  | «Комо»                     | 41 | 38 | 15 | 11 | 12 | 59  | 59 |
|                  | 8.  | «Аталанта»                 | 40 | 38 | 17 | 6  | 15 | 66  | 60 |
|                  | 8.  | «Трієстина»                | 40 | 38 | 14 | 12 | 12 | 50  | 59 |
|                  | 10. | «Падова»                   | 35 | 38 | 13 | 9  | 16 | 61  | 65 |
|                  | 11. | «Про Патрія»               | 34 | 38 | 11 | 12 | 15 | 50  | 61 |
|                  | 11. | «Дженоа»                   | 34 | 38 | 13 | 8  | 17 | 45  | 64 |
|                  | 13. | «Сампдорія»                | 33 | 38 | 13 | 7  | 18 | 62  | 70 |
|                  | 13. | «Палермо»                  | 33 | 38 | 13 | 7  | 18 | 47  | 64 |
|                  | 15. | «Болонья»                  | 32 | 38 | 8  | 16 | 14 | 54  | 63 |
|                  | 15. | «Луккезе-Лібертас»         | 32 | 38 | 11 | 10 | 17 | 65  | 79 |
|                  | 17. | «Новара»                   | 31 | 38 | 11 | 9  | 18 | 51  | 64 |
|                  | 17. | «Рома»                     | 31 | 38 | 12 | 7  | 19 | 52  | 70 |
| Вибув до Серії B | 19. | «Барі»                     | 29 | 38 | 11 | 7  | 20 | 38  | 74 |
| Вибув до Серії B | 20. | «Венеція»                  | 16 | 38 | 5  | 6  | 27 | 25  | 89 |

## Чемпіони
Склад переможців турніру:
| Воротарі: Джованні Віола (37 матчів), Філіппо Каваллі (1). Захисники: Альберто Бертуччеллі (36), Карло Парола (35, 2), Серджо Маненте (35), П'єтро Рава (6). Півзахисники: Джакомо Марі (38, 4 голи), Альберто Піччініні (32, 2), Ромоло Біццотто (8), Ерманно Скарамуцці (3). Нападники: Ермес Муччінеллі (34, 13), Рінальдо Мартіно (33, 18), Джамп'єро Боніперті (35, 21), Йон Хансен (37, 28), Карл Праст (37, 11), Паскуале Віволо (10, 1), Амос Маріані (1). Тренер: Джесс Карвер. |

## Найкращі бомбардири
Найкращим бомбардиром сезону 1949/1950 Серії A став шведський нападник клубу «Мілан» Гуннар Нордаль, який відзначився 35 забитими голами.
|     | Гравець             | Команда            | Громадянство | Голів | (пенальті) |
| --- | ------------------- | ------------------ | ------------ | ----- | ---------- |
| 1°  | Гуннар Нордаль      | «Мілан»            | Швеція       | 35    | -          |
| 2°  | Іштван Ньєрш        | «Інтернаціонале»   | Угорщина     | 30    | 10         |
| 3°  | Йон Хансен          | «Ювентус»          | Данія        | 28    | 3          |
| 4°  | Бенджамін Сантос    | «Торіно»           | Аргентина    | 27    | 11         |
| 5°  | Альберто Галассі    | «Фіорентина»       | Італія       | 24    | -          |
| 6°  | Рензо Буріні        | «Мілан»            | Італія       | 22    | -          |
| 7°  | Джамп'єро Боніперті | «Ювентус»          | Італія       | 21    | -          |
| 8°  | Амадео Амадеї       | «Інтернаціонале»   | Італія       | 20    | -          |
|     | Адріано Бассетто    | «Сампдорія»        | Італія       | 20    | -          |
| 10° | Джанкарло Віталі    | «Падова»           | Італія       | 19    | -          |
| 11° | Вітторіо Г'янді     | «Комо»             | Італія       | 18    |            |
|     | Гуннар Грен         | «Мілан»            | Швеція       | 18    |            |
|     | Карл Хансен         | «Мілан»            | Данія        | 18    |            |
|     | Міхай Кінчеш        | «Луккезе-Лібертас» | Угорщина     | 18    |            |
|     | Нільс Лідхольм      | «Мілан»            | Швеція       | 18    |            |
|     | Рінальдо Мартіно    | «Ювентус»          | Аргентина    | 18    |            |
| 17° | Йорген Соренсен     | «Аталанта»         | Данія        | 17    |            |
|     | Фаас Вілкес         | «Інтернаціонале»   | Нідерланди   | 17    |            |
| 19° | Хосе Курті          | «Падова»           | Аргентина    | 15    |            |
|     | Беніто Лоренці      | «Інтернаціонале»   | Італія       | 15    |            |